# Дудик, Артём Ростиславович
Артём Ростиславович Дудик (укр. Артем Ростиславович Дудік; 2 января 1997) — украинский футболист, нападающий.

## Биография
Воспитанник ДЮСШ луцкой «Волыни». С 2010 по 2014 год провёл 70 матчей и забил 46 голов в чемпионате ДЮФЛ.
24 июля 2013 года дебютировал за юниорскую (U-19) команду лучан в поединке с одесским «Черноморцем». За молодёжную (U-21) команду впервые сыграл 9 августа того же года в матче против харьковского «Металлиста».
2 марта 2016 года дебютировал в первой команде «Волыни» в домашней игре 1/4 финала Кубка Украины против луганской «Зари», заменив на 74-й минуте Олега Гуменюка. Через четыре дня 6 марта футболист дебютировал и в Премьер-лиге в выездной игре против «Металлиста», заменив на 46-й минуте Романа Никитюка. Наставник лучан Виталий Кварцяный традиционно очень требовательный к молодёжи, выделил дебютанту весь второй тайм.
В марте 2019 года перешёл на правах аренды в белорусский «Слуцк». Покинул команду в январе 2020 года и вернулся в «Шахтёр».

## Статистика
| Клуб   | Лига         | Сезон   | Чемпионат | Чемпионат | Кубок | Кубок | Дубль | Дубль |
| Клуб   | Лига         | Сезон   | Игры      | Голы      | Игры  | Голы  | Игры  | Голы  |
| ------ | ------------ | ------- | --------- | --------- | ----- | ----- | ----- | ----- |
| Волынь | Премьер-лига | 2013/14 |           |           |       |       | 4     | 0     |
| Волынь | Премьер-лига | 2014/15 |           |           |       |       | 15    | 2     |
| Волынь | Премьер-лига | 2015/16 | 1         | 0         | 1     | 0     | 13    | 3     |